# Chief Jay Strongbow
Joseph Luke Scarpa (Philadelphia (Pennsylvania), 4 oktober 1928 – aldaar, 3 april 2012), beter bekend als Chief Jay Strongbow, was een Amerikaans professioneel worstelaar.

## In worstelen
- Afwerking bewegingen
  - Tomahawk chop
  - Indian deathlock

- Kenmerkende bewegingen
  - Sleeper hold
  - Running knee lift
  - Armbar
  - Inverted atomic drop
  - Knee drop
  - Bow and arrow stretch
  - Lou Thesz Press

## Prestaties
- Championship Wrestling vanuit Florida
  - NWA Brass Knuckles Championship (2 keer)
  - NWA Florida Heavyweight Championship (1 keer)
  - NWA Southern Tag Team Championship (3 keer met Jose Lothario)
  - NWA World Tag Team Championship (1 keer met Don Curtis)

- Georgia Championship Wrestling
  - NWA Georgia Heavyweight Championship (1 keer)
  - NWA Macon Tag Team Championship (1 keer met El Mongol)
  - NWA World Tag Team Championship (1 keer met Don Curtis)

- Gulf Coast Championship Wrestling
  - NWA Gulf Coast Heavyweight Championship (1 keer)
  - NWA Gulf Coast Southern Tag Team Championship (1 keer met Lee Fields)

- NWA Mid-America
  - NWA Mid-America World Tag Team Championship (3 keer; 2x met Lester Welch en 1x met Alex Perez)

- Pro Wrestling Illustrated
  - PWI Most Popular Wrestler of the Year (1973)
  - PWI Most Inspirational Wrestler of the Year (1979)

- Professional Wrestling Hall of Fame and Museum
  - (Class of 2009)

- World Wrestling Council
  - WWC Caribbean Heavyweight Championship (1 keer)

- World Wide Wrestling Federation / World Wrestling Federation'
  - WWF Tag Team Championship (4 keer; 1x met Sonny King, 1x met Billy White Wolf en 2x met Jules Strongbow)
  - WWF Hall of Fame (Class of 1994)